# Afumați, Ilfov
Afumați là một xã thuộc hạt Ilfov, România. Dân số thời điểm năm 2002 là 6624 người.